# Фидий

Предполагаемый автопортрет Фидия в виде лысого старика (Дедала), замахивающегося молотом (атрибутом скульптора) в сцене битвы с амазонками на щите «Афины Парфенос»

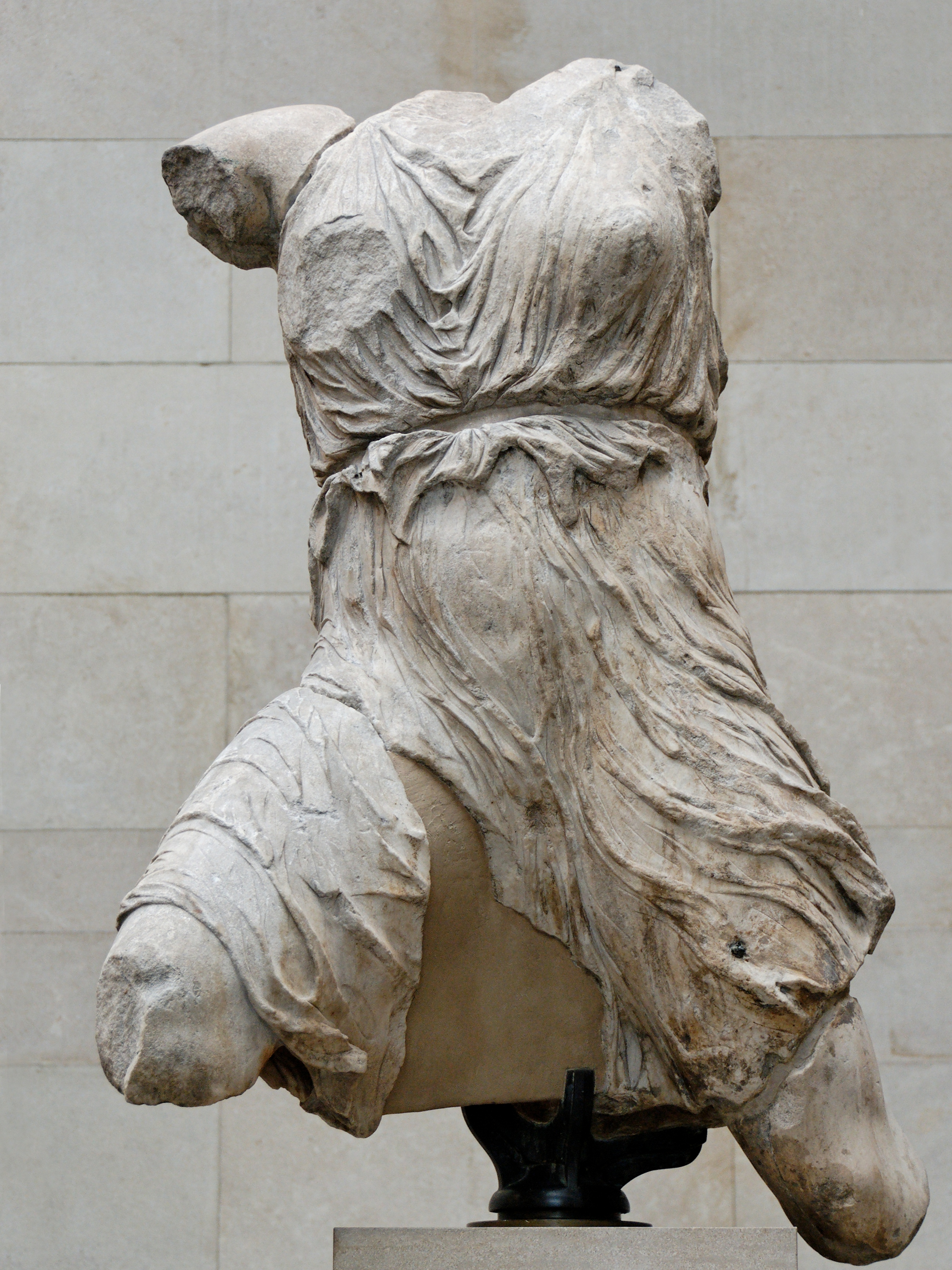
Изображение Ириды, богини Радуги, с фриза Парфенона. Школа Фидия

Фидий (греч. Φειδίας, ок. 490 г. до н. э. — ок. 430 г. до н. э.) — древнегреческий скульптор и архитектор, один из величайших художников периода высокой классики. Друг Перикла.

## Творчество
Неясно, кто был его учителем в скульптурном ремесле. В различных источниках[уточнить] встречаются имена Гегия (Афины), Агелада (Аргос) и Полигнота.

### Произведения

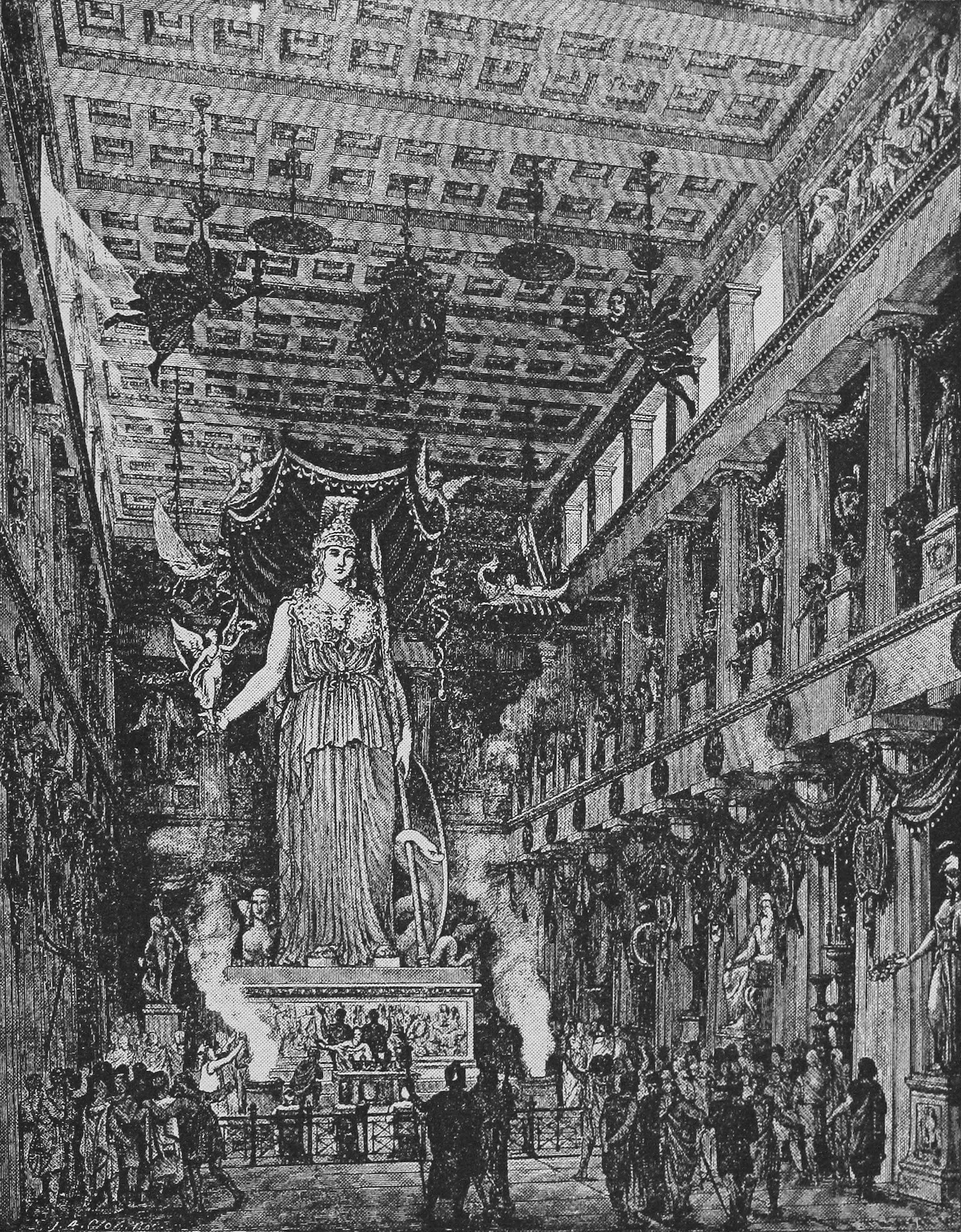
Прорисовка статуи «Афины Парфенос», установленной внутри Парфенона

Большинство работ Фидия не сохранились, о них мы можем судить только по описаниям античных авторов и копиям. Тем не менее слава его была колоссальной.
- Статуя Зевса в Олимпии — одно из семи чудес Древнего Мира. Фидий работал над статуей Зевса вместе с учеником Колотом и братом Паненом[4]
- «Афина Промахос» — гигантское изображение богини Афины, замахивающейся копьем, на афинском Акрополе. Воздвигнута ок. 460 до н. э. в память побед над персами. Её высота достигала 60 футов и возвышалась над всеми окрестными зданиями, издалека сияя над городом. Литье из бронзы. Не сохранилась.
- «Афина Парфенос». 438 г. до н. э. Была установлена в афинском Парфеноне, внутри святилища и представляла собой богиню в полном вооружении. Наиболее полной копией считается т. н. «Афина Варвакион» (Афины), золото (одежда), слоновая кость (руки, лицо), украшенная мелкими драгоценными камнями.
- Скульптурное оформление Парфенона (фриз Парфенона, метопы, проч.) было выполнено под его руководством. О судьбе памятников см. мраморы Элгина.
- «Афина Лемния», — ок. 450 г. до н.э. Бронзовая статуя. Изображает богиню, опирающуюся на копье, её задумчивый взгляд обращён на шлем в руке . Название — от острова Лемнос, для жителей которого она была изготовлена. Известна по копиям.
- «Афина Арея» в Платеях, ок. 470—450 до н. э. Из позолоченного дерева (одежда) и пентелийского мрамора (лицо, руки и ноги). Не сохранилась.
- (Афина для города Пеллены в Ахайе).

#### Предположительно
По преимуществу, эти копии атрибутируются не по литературным источникам, а по стилевому сходству:
- Статуя Деметры. Копии в Берлине и Шершеле, Алжир.
- Статуя Коры. Копия на вилле Альбани.
- Вотивный рельеф из Элевсина (Археологический музей. Афины). Римская копия в Музее Метрополитен, Нью-Йорк.
- Анадумен (юноша, завязывающий повязку вокруг головы). Не путать с Диадуменом Поликлета.
- «Гермес Людовизи», Museo Nazionale Romano.
- «Тибрский Аполлон», Museo Nazionale Romano.
- «Кассельский Аполлон», Лувр

### Техника

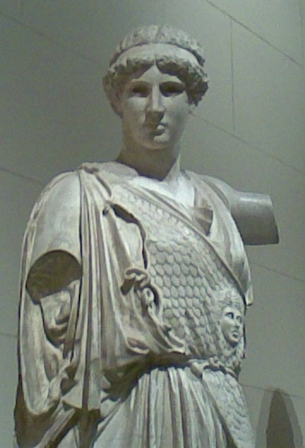
«Афина Лемния». Реконструкция. Дрезден, Скульптурное собрание

Самые знаменитые работы Фидия — Зевс и Афина Парфенос были выполнены в хрисоэлефантинной технике — скульптура из дерева покрывалась золотом и слоновой костью.

### Новаторство
Фидий — один из лучших представителей классического стиля, и о его значении достаточно сказать, что он считается основоположником европейского искусства.
Фидий и возглавляемая им аттическая школа скульптуры (2-й пол. V в. до н. э.) занимали ведущее место в искусстве высокой классики. Это направление наиболее полно и последовательно выражало передовые художественные идеи эпохи. Так было создано искусство, «синтезирующее всё то прогрессивное, что несли в себе работы ионических, дорических и аттических мастеров ранней классики до Мирона и Пэония включительно».
Цицерон писал о Фидии так:

Когда он создавал Афину и Зевса, перед ним не было земного оригинала, которым он мог воспользоваться. Но в его душе жил тот прообраз красоты, который и воплощён им в материи. Недаром говорят о Фидии, что он творил в порыве вдохновения, который возносит дух надо всем земным, в котором непосредственно виден божественный дух — этот небесный гость, по выражению Платона.

Отмечают огромное мастерство Фидия в трактовке одежды, в котором он превосходит и Мирона, и Поликлета. Одежда его статуй не скрывает тело: не рабски ему подчинена и не служит его обнажению.
Золотое сечение получило в алгебре обозначение прописной греческой буквой {\displaystyle \Phi } (фи) именно в честь Фидия, мастера, воплотившего его в своих работах.

#### Оптика
Фидий владел знаниями о достижениях оптики. Сохранился рассказ о его соперничестве с Алкаменом: обоим были заказаны статуи Афины, которые предполагалось водрузить на высокие колонны. Фидий сделал свою статую в соответствии с высотой колонны — на земле она казалась безобразной и непропорциональной. Народ едва не побил его камнями. Когда же обе статуи воздвигли на высокие постаменты, правота Фидия стала очевидна, а Алкамен был осмеян.

### Ученики
Многие древнегреческие скульпторы считаются учениками Фидия, любимым учеником был Агоракрит, который вместе с товарищем Алкаменом участвовал в создании фриза Парфенона. Над статуей Зевса Фидий работал вместе с учеником Колотом и братом Паненом. Его ученики работали в Пелопоннесе и Беотии (Фразимед в Коронее и Колот в Киллене).

## Биография

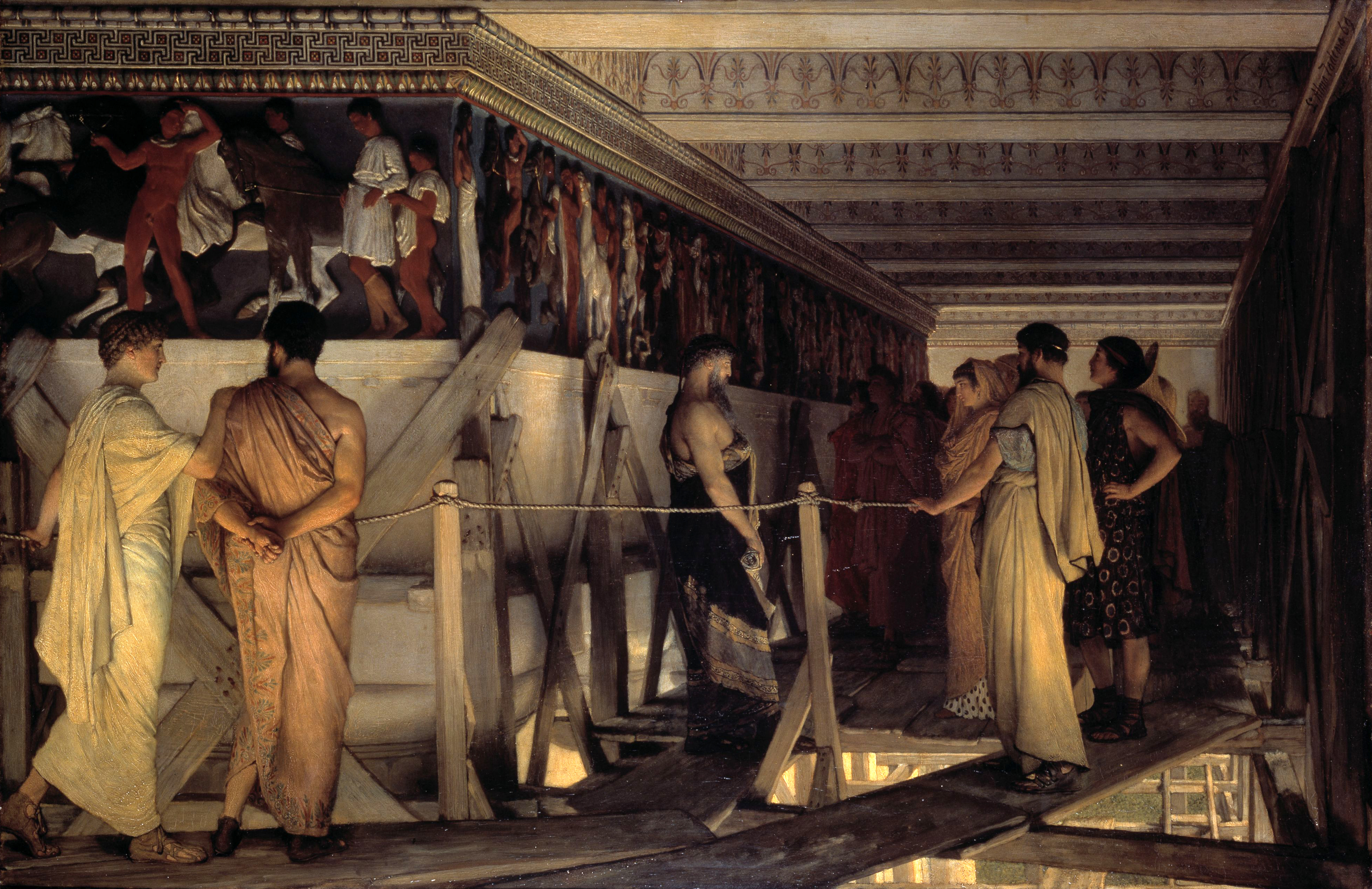
«Фидий, показывающий фриз Парфенона друзьям», картина работы Лоуренса Альма-Тадемы, 1868

Биографические сведения о Фидии сравнительно скудны. Сын Хармида. Вероятно, место рождения — Афины, время рождения — вскоре после битвы при Марафоне.
Кроме Афин при Кимоне и Перикле, Фидий работал также в Платеях, Дельфах и Олимпии. Павсаний сообщает, что мастерская Фидия в Олимпии находилась за Альтисом (священный участок с храмом Зевса). В V в. н. э. это здание было переделано в церковь, которая сохранилась до сих пор. Раскопки подтвердили сообщение Павсания.

### Афиняне и смерть Фидия
Как пишет Плутарх в своей «Жизни Перикла», Фидий был главным советником и помощником Перикла в осуществлении масштабной реконструкции Акрополя в Афинах и придании ему нынешнего облика в стиле высокой классики.
Несмотря на это, во взаимоотношениях с согражданами Фидия преследовали неприятности (ок. 432—431 до н. э.). Его начали обвинять в утайке золота, из которого был сделан плащ Афины Парфенос. Но художник оправдался очень просто: золото было снято с основы и взвешено, недостачи не было обнаружено.
Следующее обвинение повлекло гораздо большие проблемы. Его обвинили в оскорблении божества: на щите Афины в числе прочих изваяний Фидий поместил свой и Периклов профиль (подробнее об изображении см. Афина Парфенос). Скульптора бросили в тюрьму, где он скончался, либо от яда, либо от лишений и горя. По иным данным, скончался в изгнании в Элиде.
Плутарх пишет:

Так как он был другом Перикла и пользовался у него большим авторитетом, у него было много личных врагов и завистников. Они уговорили одного из помощников Фидия, Менона, сделать донос на Фидия и обвинить его в воровстве. Над Фидием тяготела зависть к славе его произведений… При разборе его дела в Народном собрании улик в воровстве не оказалось. Но Фидий был отправлен в тюрьму и там умер от болезни.

В честь Фидия назван кратер на Меркурии.

### Личная жизнь Фидия
Как и многие образованные эллины классического периода, Фидий питал склонность к мальчикам. Объектом его любви, вошедшим в историю искусства, был элейский юноша по имени Пантарк.
Пантарк одержал победу в борьбе среди мальчиков в 86-ю Олимпиаду (436 г. до н. э.). По некоторым поздним сообщениям на пальце статуи Зевса Фидий сделал надпись «Прекрасный Пантарк» (другие относят эту надпись к его же статуе Афины Парфенос или Афродиты Урании (в Элизе).

## Галерея

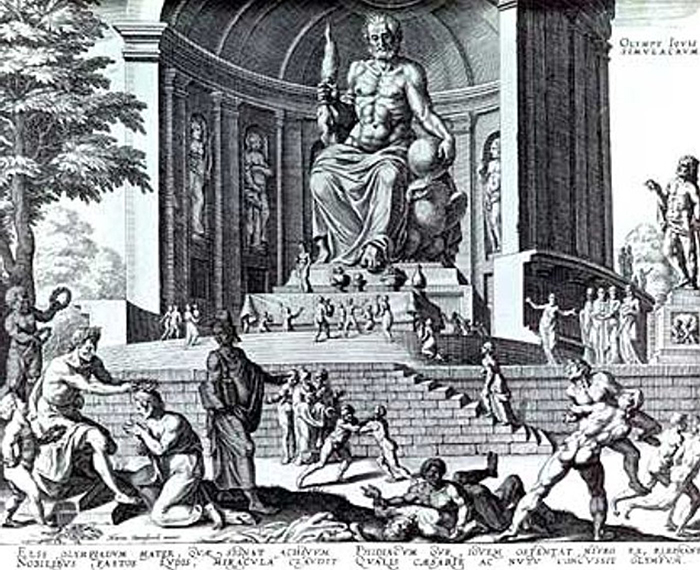
«Зевс Олимпийский». Гравюра-реконструкция внутреннего пространства храма.
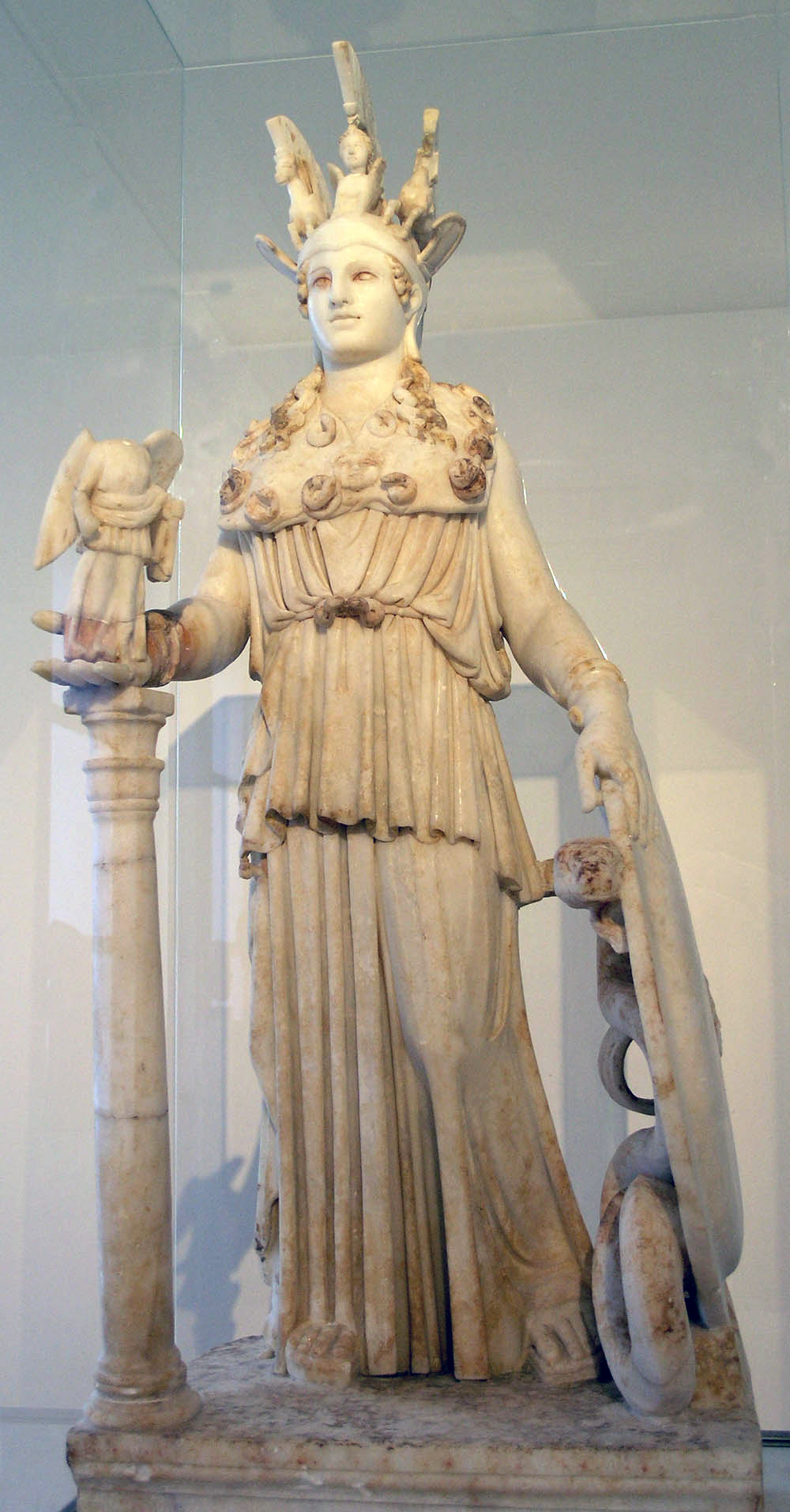
Копия «Афины Парфенос», т.н. «Афина Варвакион».
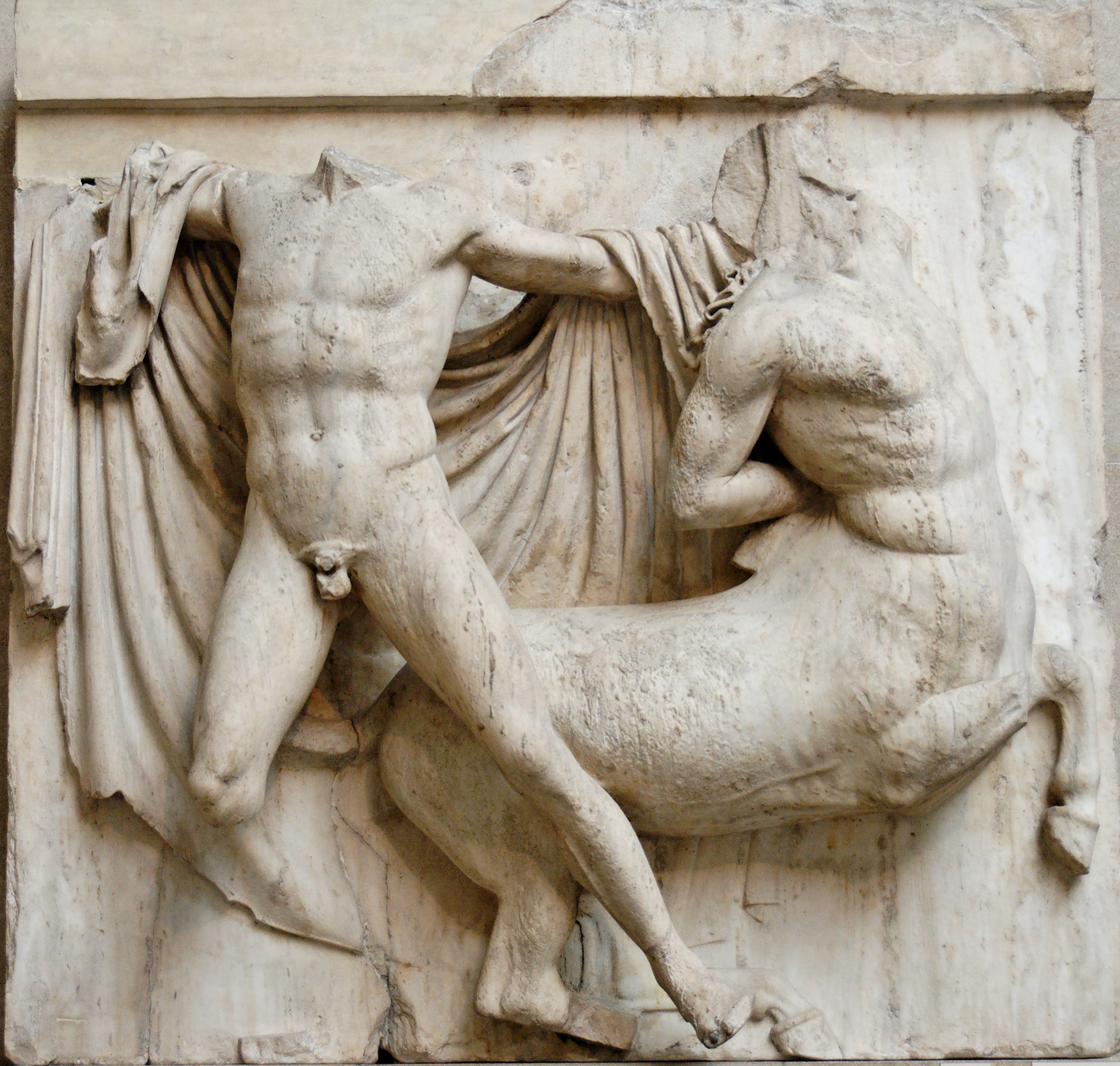
27-я метопа с фриза Парфенона. Битва лапифов с кентаврами
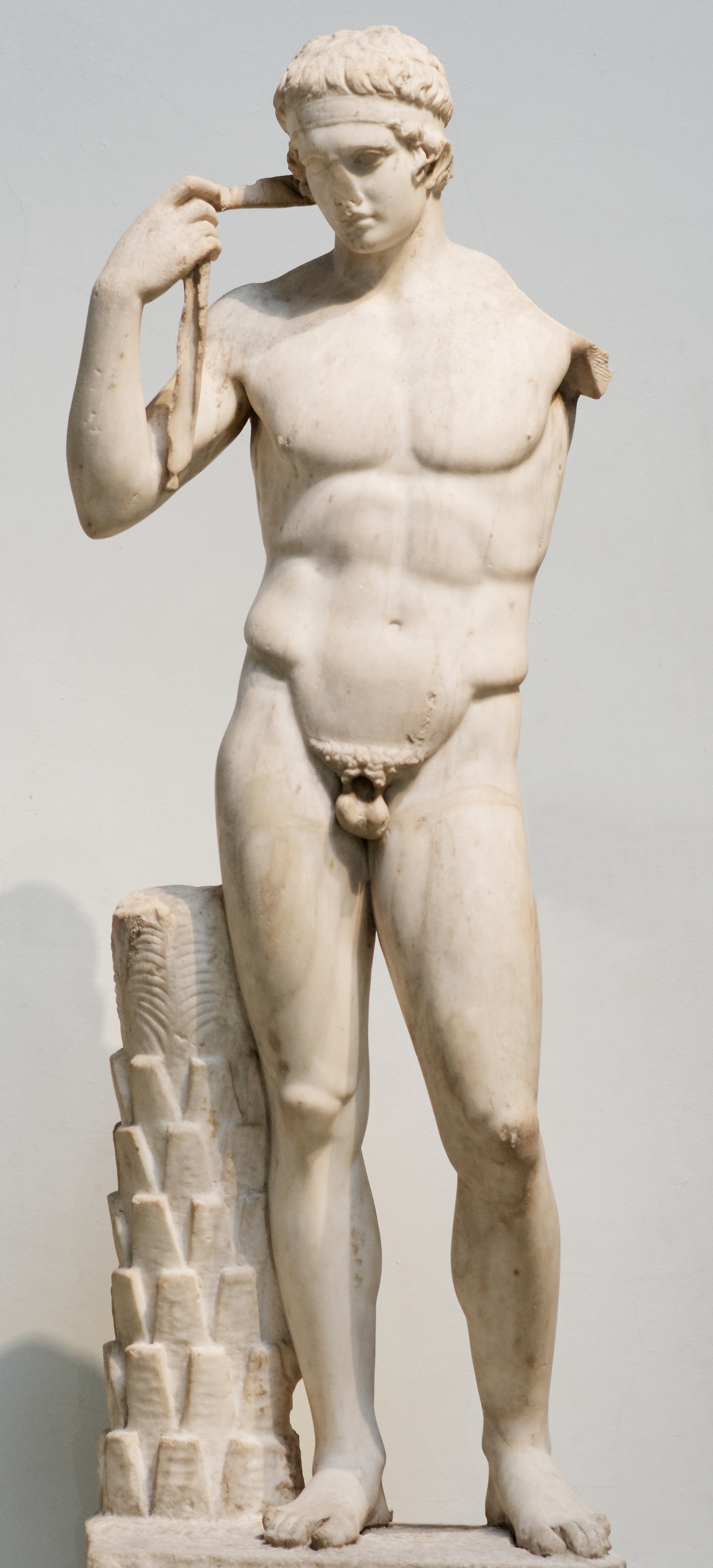
«Анадумен», «Фарнезийский Диадумен»